# سيلفير مايس
سيلفير مايس (مواليد 27 أغسطس 1909 - الوفاة 5 ديسمبر 1966) كان دراج بلجيكي في صنف سباق الدراجات على الطريق.

## سباقات أو مراحل فاز بها
- طواف فرنسا

## روابط خارجية
- سيلفير مايس على موقع أرشيف الدراجات (الإنجليزية)
- سيلفير مايس على موقع إحصائيات الدراجات الإحترافية (الإنجليزية)
- سيلفير مايس على موقع CycleBase (الإنجليزية)